# Tabanus taeniellus
Tabanus taeniellus är en tvåvingeart som beskrevs av Philip 1960. Tabanus taeniellus ingår i släktet Tabanus och familjen bromsar. Inga underarter finns listade i Catalogue of Life.